# Androcorys monophylla
Androcorys monophylla är en orkidéart som först beskrevs av David Don, och fick sitt nu gällande namn av Agrawala och Harsh Jeet Chowdhery. Androcorys monophylla ingår i släktet Androcorys och familjen orkidéer. Inga underarter finns listade i Catalogue of Life.